# Аскеров, Асиф Юнис оглы
Асиф Юнис оглы Аскеров (азерб. Asif Yunis oğlu Əsgərov; род. 1966, Нахичевань) — азербайджанский государственный деятель. Депутат Национального собрания Азербайджана VII созыва.

## Биография
Родился в 1966 году в г. Нахичевань. В 1989 году окончил Азербайджанский государственный институт физической культуры. В 2001 году окончил Академию государственного управления Азербайджана.
С 1989 года являлся инструктором-методистом и тренером МОРДМСШ. С 1991 года — директор МОРДМСШ. 
С 1994 года — председатель спортивного клуба «АТТİLLA».
Являлся первым вице–президентом Федерации дзюдо Азербайджана.
С 1996 года являлся начальником отдела Министерства молодёжи, спорта и туризма Азербайджана. С 2000 по 2006 являлся заместителем министра молодёжи и спорта Азербайджана.
Глава исполнительной власти Загатальского района (15 февраля 2006 — 25 июня 2009).
Глава исполнительной власти Сабаильского района г. Баку (25 июня 2009 — 2 сентября 2015).
Глава исполнительной власти Насиминского района (2 сентября 2015 — 23 сентября 2024).
Депутат Национального собрания Азербайджана VII созыва от 112-го Загатальского избирательного округа.
Член политического совета партии «Новый Азербайджан».
Доктор философии. Доцент, профессор.
Мастер спорта. Заслуженный тренер Азербайджана. Спортивный судья государственной категории. 